# I Herrans Namn så rese wij
I Herrans Namn så rese wij är en svensk psalm med nio verser. Enligt Högmarck (1736) författade Ericus Johannis Schroderus texten.
Psalmen inleds 1695 med orden:
I HErrans Namn så rese wij
Hans helge Änglar stå oss bij
Noterna till melodin finns nedtecknade i den tyska koralboken Ain schöns newes Christlichs Lyed. Enligt 1697 års koralbok används samma melodi som till psalmerna O Herre! tu äst min enda tilflyckt (nr 36), Kommer hijt til migh säger Gudz Son (nr 215) och Ack! Herre Gud i höjden bor (nr 309).

## Publicerad som
- Nr 335 i 1695 års psalmbok under rubriken "Psalmer för Resande til landz och watn".

## Fotnoter
1. ↑  Högmarck, Lars Psalmopoeographia, Stockholm, 1736.